# Señorín
Señorín (llamada oficialmente San Roque de Señorín) es una parroquia y un lugar español del municipio de Carballino, en la provincia de Orense, Galicia.

## Organización territorial
La parroquia está formada por cinco entidades de población, constando tres de ellas en el nomenclátor del Instituto Nacional de Estadística español:
- A Pena
- Centeás (Centeás)
- Señorín
- Tellado (O Tellado)
- Torrón (O Torrón)

## Demografía

### Parroquia
| Gráfica de evolución demográfica de Señorín (parroquia) entre 2000 y 2022 |
|                                                                           |
| Datos según el nomenclátor publicado por el INE.                          |

### Lugar
| Gráfica de evolución demográfica de Señorín (lugar) entre 2000 y 2022 |
|                                                                       |
| Datos según el nomenclátor publicado por el INE.                      |